# Резолюция Совета Безопасности ООН 660
Резолюция Совета Безопасности ООН 660 была принята 2 августа 1990 года после того, как была замечена атака Ирака на Кувейт. Совет Безопасности осудил вторжение и приказал Ираку немедленно отвести войска на позиции, на которых они были по состоянию на 1 августа 1990 года. 
Йемен призвал Ирак и Кувейт к немедленным переговорам, чтобы разрешить их разногласия, поблагодарив Лигу арабских государств за ее усилия. Переговоры между обоими сторонами были прерваны накануне в Джидде, в Саудовской Аравии. 
Совет Безопасности также решил встретиться снова по мере необходимости, чтобы обеспечить соблюдение текущей резолюции. 
Резолюция была принята 14 голосами «за», Йемен в голосовании не участвовал. Это была первая из двенадцати резолюций по конфликту, принятых в 1990 году. 